# Domingo Perurena
Domingo Perurena Telletxea, detto Txomin (Oiartzun, 15 dicembre 1943 – San Sebastián, 8 giugno 2023), è stato un ciclista su strada spagnolo di origine basca, professionista dal 1966 al 1979. Era un ciclista completo, con le caratteristiche tipiche  di un passista-scalatore ma dotato anche di un buon spunto in volata. In carriera vinse 158 corse (secondo spagnolo per vittorie dopo Miguel Poblet), tra cui dodici tappe alla Vuelta a España e due al Giro d'Italia.

## Carriera
Basco gipuzkoano, nel 1965 vinse la medaglia d'argento iridata nella cronometro a squadre dilettanti ai mondiali di Lasarte-Oria; passò professionista nel 1966 con la Fagor, e dal 1971 al 1978 vestì la divisa della celebre formazione KAS. Durante la carriera tra i pro, lunga quattordici anni, risultò uno dei migliori ciclisti del suo paese: in patria vinse numerose corse in linea (sei volte il Circuito de Pascuas a Pamplona) e decine di frazioni nelle brevi corse a tappe. Partecipò peraltro a quattordici edizioni consecutive della Vuelta a España, aggiudicandosi in totale dodici tappe e per due volte la classifica a punti, e vestendo per 29 volte la maglia oro di leader; come miglior piazzamento finale ottenne il secondo posto, nel 1975, battuto da Agustín Tamames per soli 14 secondi. Si laureò anche campione nazionale su strada nel 1973 e nel 1975 e campione nazionale in salita – la prova riservata agli scalatori – sempre nel 1975.
Si mise in mostra anche fuori dai confini nazionali vincendo la classifica scalatori del Tour de France 1974, due tappe al Giro d'Italia (una nel 1971 a Orvieto e una nel 1975 a Padula) oltre alla Classifica dei traguardi tricolore nel 1973, una frazione al Tour de Suisse 1973 e una al Giro dei Paesi Bassi 1975. Vestì la divisa della Nazionale spagnola in dodici edizioni dei Campionati del mondo su strada: fu ottavo nel 1974 a Montréal e quinto tre anni dopo a San Cristóbal, risultando in entrambe le occasioni il migliore della sua squadra.
Si ritirò al termine della stagione 1979, corsa tra le file della Teka, e già a partire dall'annata seguente ricoprì incarichi tecnici nella medesima formazione (sotto la sua guida Marino Lejarreta vinse la Vuelta 1982). Nel 1984 entrò nello staff della Orbea rimanendovi, attraverso vari cambi di denominazione, fino al 1991, e a seguire collaborò con il team franco-spagnolo Festina-Lotus. Nel 1994, infine, diede vita, grazie al patrocinio della Fundación Ciclista de Euskadi, alla formazione professionistica basca Euskadi, divenuta poi Euskaltel-Euskadi.

## Palmarès
- 1965 (Dilettanti)

Classifica generale Tour d'Anjou
Classifica generale Vuelta a Cantabria
8ª tappa Tour de l'Avenir (La Baule > La Rochelle)
- 1966

Gran Premio de Zumaia
Bordeaux-Saintes
1ª tappa Vuelta a Ávila
3ª tappa Bicicleta Eibarresa
18ª tappa Vuelta a España (Santander > Bilbao)
Subida al Naranco
- 1967

4ª tappa Vuelta a Levante
7ª tappa Vuelta a Levante
Trofeo Torres-Serdan
Trofeo Juan Fina
Classifica generale Setmana Catalana
3ª tappa Bicicleta Eibarresa
2ª tappa Vuelta a España (Pontevedra > Ourense)
- 1968

Trofeo Juan Fina
6ª tappa Bicicleta Eibarresa
10ª tappa Vuelta a España (Alcázar de San Juan > Madrid)
Barcellona-Andorra
Circuito de Pascuas
2ª tappa Bicicleta Eibarresa
3ª tappa Volta a Catalunya
3ª tappa Vuelta a La Rioja
- 1969

Gran Premio de Llodio
7ª tappa Vuelta a Levante
Circuito de Pascuas
5ª tappa Vuelta al País Vasco
4ª tappa Vuelta a España (Talavera de la Reina > Madrid)
Zaragoza-Sabiñánigo
2ª tappa Volta a Catalunya
2ª tappa Vuelta a La Rioja
3ª tappa, 2ª semitappa, Vuelta a La Rioja
- 1970

5ª tappa Vuelta a Levante
5ª tappa Vuelta al País Vasco
2ª tappa, 1ª semitappa, Tour de l'Oise
Gran Premio de Llodio
2ª tappa, 1ª semitappa, Vuelta a La Rioja
Campionati spagnoli, Gara per regioni
Trofeo Elola
- 1971

4ª tappa Vuelta a Levante
3ª tappa Vuelta a Mallorca
Circuito de Pascuas
Gran Premio Primavera
6ª tappa Giro d'Italia (L'Aquila > Orvieto)
Campionati spagnoli, Gara per regioni
1ª tappa, 1ª semitappa, Vuelta a Cantabria
1ª tappa, 2ª semitappa, Vuelta a Cantabria
4ª tappa Vuelta a Cantabria
6ª tappa, 2ª semitappa, Vuelta a Cantabria
2ª tappa Trofeo Antonio Blanco
Prueba Villafranca de Ordizia
Gran Premio de Vizcaya
Trofeo Masferrer
1ª tappa Volta a Catalunya
2ª tappa Volta a Catalunya
- 1972

4ª tappa Vuelta a Andalucía
5ª tappa Vuelta a Andalucía
3ª tappa Vuelta a Levante
Classifica generale Vuelta a Levante
4ª tappa Vuelta al País Vasco
5ª tappa Vuelta al País Vasco
3ª tappa Vuelta a España (Granada > Almería)
10ª tappa Vuelta a España (Barcellona > Banyoles)
2ª tappa, 2ª semitappa, Vuelta a los Valles Mineros
2ª tappa Vuelta a Asturias
3ª tappa Vuelta a Asturias
5ª tappa, 1ª semitappa, Vuelta a Asturias
Campionati spagnoli, Gara per regioni
1ª tappa Vuelta a Segovia
1ª tappa, 2ª semitappa, Vuelta a Cantabria
3ª tappa Vuelta a Cantabria
5ª tappa Vuelta a Cantabria
Prueba Villafranca de Ordizia
Classifica generale Gran Premio Leganés
1ª prova Memorial Manuel Galera
Gran Premio de Vizcaya
2ª tappa, 1ª semitappa, Vuelta a Menorca
2ª tappa, 2ª semitappa, Vuelta a Menorca
Gran Premio Caboalles de Abajo
1ª tappa Volta a Catalunya
2ª tappa Volta a Catalunya
4ª tappa Volta a Catalunya
3ª tappa Tour de la Nouvelle-France (Sherbrooke > Lévis)
Gran Premio de Llodio
- 1973

5ª tappa Vuelta a Levante
3ª tappa Vuelta al País Vasco
5ª tappa Vuelta al País Vasco
Gran Premio Nuestra Señora de Oro
Gran Premio Navarra
13ª tappa Vuelta a España (Mallén > Irache)
7ª tappa Tour de Suisse (La Chaux-de-Fonds > Schupfart)
Campionati spagnoli, Prova in linea
Gran Premio Ferias
2ª tappa Vuelta a Mallorca
3ª tappa Vuelta a Mallorca
Trofeo Elola
Gran Premio Caboalles de Abajo
1ª tappa Vuelta a Cantabria
1ª tappa Volta a Catalunya
7ª tappa Volta a Catalunya
Classifica generale Volta a Catalunya
- 1974

1ª tappa Vuelta al País Vasco
2ª tappa Vuelta al País Vasco
3ª tappa Vuelta al País Vasco
4ª tappa, 1ª semitappa, Vuelta al País Vasco
Circuito de Pascuas
5ª tappa Vuelta a España (Siviglia > Cordova)
7ª tappa Vuelta a España (Ciudad Real > Toledo)
3ª tappa, 2ª semitappa, Vuelta a Aragón
1ª tappa, 1ª semitappa, Critérium du Dauphiné Libéré
1ª tappa, 1ª semitappa, Vuelta a Asturias
Campionati spagnoli, Gara per regioni
Trofeo Masferrer
1ª tappa Volta a Catalunya
3ª tappa, 1ª semitappa, Volta a Catalunya
1ª tappa Vuelta a Colombia
- 1975

2ª tappa Vuelta a Andalucía
3ª tappa Vuelta a Andalucía
4ª tappa Vuelta a Levante
5ª tappa Setmana Catalana
13ª tappa Vuelta a España (Barcellona > Tremp)
7ª tappa, 1ª semitappa, Giro d'Italia (Castrovillari > Padula)
Campionati spagnoli, Prova in linea
Campionati spagnoli, Gara per regioni
Campionati spagnoli, Prova in salita
Clásica a los Puertos de Guadarrama
Zaragoza-Sabiñánigo
3ª tappa, 2ª semitappa, Vuelta a Cantabria
4ª tappa Vuelta a Cantabria
3ª tappa Gran Premio Leganés
Gran Premio de Vizcaya
5ª tappa Ronde van Nederland
Trofeo Masferrer
Prologo Volta a Catalunya
1ª tappa, 1ª semitappa, Volta a Catalunya
6ª tappa Volta a Catalunya
- 1976

1ª tappa Vuelta a Levante
4ª tappa Vuelta al País Vasco
Circuito de Pascuas
3ª tappa Vuelta a Asturias
6ª tappa, 1ª semitappa, Vuelta a Asturias
Campionati spagnoli, Gara per regioni
Prueba Villafranca de Ordizia
Gran Premio Virgen de Butarque
2ª tappa, 1ª semitappa, Vuelta a Cantabria
Classifica generale Tres Días de Leganés
Trofeo Elola
Gran Premio Vitoria
- 1977

Gran Premio Valencia
3ª tappa Vuelta a Levante
- 1978

6ª prova Challenge Costa de Azahar
Gran Premio Pascuas
Gran Premio Primavera
7ª tappa Vuelta a España (Torrejón de Ardoz > Cuenca)
19ª tappa, 1ª semitappa, Vuelta a España (Amurrio > San Sebastián)

### Altri successi
- 1969

Classifica a punti Vuelta al País Vasco
- 1970

Classifica a punti Vuelta al País Vasco
Classifica scalatori Vuelta al País Vasco
- 1972

Classifica a punti Vuelta a España
- 1973

Classifica a punti Vuelta al País Vasco
Classifica traguardi tricolore Giro d'Italia
- 1974

Classifica a punti Vuelta al País Vasco
Classifica a punti Vuelta a España
Classifica a punti Critérium du Dauphiné Libéré
Classifica scalatori Tour de France

## Piazzamenti

### Grandi giri
- Giro d'Italia

1971: 34º
1972: ritirato (8ª tappa)
1973: 37º
1975: 41º
1977: 52º
- Tour de France

1966: 18º
1969: 38º
1970: 90º
1974: 44º
1976: 71º
- Vuelta a España

1966: 12º
1967: ritirato
1968: 24º
1969: 23º
1970: ritirato
1971: 16º
1972: 6º
1973: 44º
1974: 5º
1975: 2º
1976: 17º
1977: 4º
1978: 22º
1979: ritirato (3ª tappa)

### Classiche
- Milano-Sanremo

1968: 50º
1972: 7º
1973: 29º
1974: 26º
1976: 67º
1977: 52º
1978: 141º

### Competizioni mondiali
- Campionati del mondo

Lasarte-Oria 1965 - Cronosquadre: 2º
Nürburgring 1966 - In linea: ritirato
Imola 1968 - In linea: ritirato
Zolder 1969 - In linea: ritirato
Leicester 1970 - In linea: 63º
Mendrisio 1971 - In linea: 25º
Gap 1972 - In linea: 14º
Barcellona 1973 - In linea: ritirato
Montreal 1974 - In linea: 8º
Yvoir 1975 - In linea: ritirato
Ostuni 1976 - In linea: 13º
San Cristóbal 1977 - In linea: 5º
Nürburgring 1978 - In linea: ritirato